# Rümmelsheim
Der Weinort Rümmelsheim ist eine Ortsgemeinde im Landkreis Bad Kreuznach in Rheinland-Pfalz. Sie gehört der Verbandsgemeinde Langenlonsheim-Stromberg an.

## Geographie

### Geographische Lage
Rümmelsheim liegt im Trollbachtal westlich der Nahe kurz vor deren Einmündung in den Rhein. Im Süden befindet sich die Stadt Bad Kreuznach, im Nordosten die Stadt Bingen am Rhein. Durch den Ort fließt der Trollbach.
Zu Rümmelsheim gehört der Wohnplatz Burg Layen.

### Nachbargemeinden
Nachbargemeinden von Rümmelsheim sind Dorsheim, Waldalgesheim, Münster-Sarmsheim und Waldlaubersheim.

## Geschichte
1125 wurde Rümmelsheim noch unter dem Namen Rimilisheim erstmals urkundlich erwähnt. Das zu den Liegenschaften Waldlaubersheim, Genheim und Schweppenhausen gehörende Dorf stand unter der Verwaltung der Herren von Bolanden. Teilbesitzungen gehörten den Rittern vom Stein, Löwenstein und Weiterbach.
Die zu Rümmelsheim gehörende Burg Layen bewachte die Straße über dem Trollbach. Ebenfalls im 12. Jahrhundert errichtet wurde sie 1680 wieder errichtet.
Bis 1772 bestand ein Beistandsabkommen mit der Stadt Bingen. 1772 ging Rümmelsheim durch Verkauf an die Herrschaft Bretzenheim über. Zur Zeit der französischen Herrschaft im Rheinland (1796–1814) wurden in den besetzten Gebieten neue Strukturen geschaffen. Rümmelsheim ging an die Mairie Waldalgesheim. Rümmelsheim hatte zu dieser Zeit 420 Einwohner.
Im Zuge der rheinland-pfälzischen Verwaltungsreform kam Rümmelsheim 1970 zur Verbandsgemeinde Langenlonsheim.
Statistik zur Einwohnerentwicklung
Die Entwicklung der Einwohnerzahl von Rümmelsheim, die Werte von 1871 bis 1987 beruhen auf Volkszählungen:

Einwohnerentwicklung von Rümmelsheim von 1815 bis 2018 nach nebenstehender Tabelle

| Jahr | Einwohner |
| ---- | --------- |
| 1815 | 453       |
| 1835 | 730       |
| 1871 | 807       |
| 1905 | 879       |
| 1939 | 860       |

| Jahr | Einwohner |
| ---- | --------- |
| 1950 | 977       |
| 1961 | 963       |
| 1970 | 1.013     |
| 1987 | 1.063     |
| 2005 | 1.428     |

| Jahr | Einwohner |
| ---- | --------- |
| 2010 | 1.374     |
| 2011 | 1.359     |
| 2017 | 1.400     |
| 2018 | 1.358     |
| 2022 | 1.366     |

## Politik

### Bürgermeister
Manfred Wein (FWG) wurde am 8. September 2022 Ortsbürgermeister von Rümmelsheim. Nach der Amtsniederlegung seines Vorgängers war für den 25. September eine Direktwahl angesetzt worden. Da für diese kein Wahlvorschlag eingereicht wurde, oblag die Neuwahl gemäß Gemeindeordnung dem Rat, der sich bei einer Enthaltung einstimmig für Manfred Wein entschied. Er wurde im Juni 2024 wiedergewählt.
Weins Vorgänger Hartmut Merkelbach (FWG) war bei der Kommunalwahl am 26. Mai 2019 mit einem Stimmenanteil von 80,03 % gewählt worden und damit Nachfolger von Jürgen Gumbrich (FWG), der nach zehn Jahren im Amt nicht erneut kandidiert hatte. Im Juni 2022 kündigte Merkelbach an, aus beruflichen Gründen sein Amt zum 30. Juni vorzeitig niederzulegen.

## Wirtschaft und Infrastruktur

### Bildung
Rümmelsheim hat eine ganztägige Kindertagesstätte sowie eine ganztägige Grundschule. Im Umkreis sind weiterführende Schulen sowie andere Bildungseinrichtungen in Bingen, Bad Kreuznach, Hargesheim und Stromberg zu finden.

### Wirtschaft
Haupterwerbsgebiet rund um Rümmelsheim ist der Weinanbau. Etwa 138 ha werden durch größere und kleiner Weingüter in Rümmelsheim bewirtschaftet. Daneben existieren einige kleinere Betriebe, vornehmlich aus dem Dienstleistungsgewerbe.

### Weinbau und -handel
Rümmelsheim gehört zum „Weinbaubereich Nahetal“ im Anbaugebiet Nahe. Im Ort sind 18 Weinbaubetriebe tätig, die bestockte Rebfläche beträgt 114 Hektar. Etwa 77 % des angebauten Weins sind Weißweinrebsorten (Stand 2007). Im Jahre 1979 waren noch 45 Betriebe tätig, die damalige Rebfläche von 216 Hektar hat sich seitdem annähernd halbiert. Mit der Pieroth Wein AG ist einer der größten Weinhändler Deutschlands im Ort ansässig.

### Verkehr
Die Bundesautobahn 61 wird nach etwa 1 km an der Anschlussstelle 48 (Rümmelsheim/Dorsheim) erreicht. Außerdem besteht eine (meist) stündliche Anbindung per Bus an die Bahnhöfe in Münster-Sarmsheim (Regionalbahn) und Bingen (regional und überregional) sowie eine Busverbindung nach Bad Kreuznach.
Die Flughäfen Frankfurt und Frankfurt-Hahn werden jeweils nach rund 45 Autominuten erreicht.

## Söhne und Töchter der Gemeinde
- Jakob Diel (1886–1969), deutscher Politiker und Winzer, Betreiber von Burg Layen